# Магнитные полупроводники
Магни́тные полупроводники́ — материалы, проявляющие как свойства ферромагнетиков, так и свойства полупроводников. Изменяя магнитное поле, мы можем изменять проводимость материала. Также существует возможность контроля квантового спинового состояния (эффект спинового токопереноса), что является важным свойством для нового направления в электронике — спинтроники. 

## Разбавленные магнитные полупроводники
Существуют разбавленные магнитные полупроводники, или полумагнитные полупроводники ─ полупроводниковые твёрдые растворы, в которых основная диамагнитная кристаллическая решётка содержит некоторое количество парамагнитных примесных атомов. Проще говоря, это немагнитный полупроводник, содержащий порядка нескольких процентов магнитных атомов.

## Примеры
- Арсенид индия (InAs) и арсенид галлия (GaAs), легированные марганцем (Mn), с температурой Кюри около 50-100 К и 100-200 К, соответственно
- Антимонид индия (InSb), который проявляет ферромагнитные свойства даже при комнатной температуре, легированный менее чем 1% Mn.
- Оксиды полупроводников
  - Оксид индия (In2O3), легированный марганцем (Mn) и железом (Fe). Ферромагнитные свойства наблюдаются при комнатной температуре.
  - Оксид цинка (ZnO), легированный марганцем (Mn).
  - Оксид цинка (ZnO), легированный кобальтом (Co) n-типа.
  - Диоксид титана (TiO2):
    - легированный кобальтом (Co), ферромагнетик при температуре выше 400 К
    - легированный хромом (Cr), ферромагнетик при температуре выше 400 К
    - железо-рутил и железолегированный анатаз, ферромагнетик при комнатной температуре
    - анатаз, легированный никелем (Ni).

  - Диоксид олова (SnO2), легированный марганцем (Mn), с температурой Кюри 340 K
  - Диоксид олова (SnO2), легированный железом (Fe), с температурой Кюри 340 K
- Нитридные полупроводники
  - Нитрид алюминия (AlN), легированный хромом (Cr)
  - Нитрид алюминия (AlN), легированный железом (Fe).

## См.также
- Полупроводник
- Спинтроника
- Ферромагнетик